# Maria Dahl

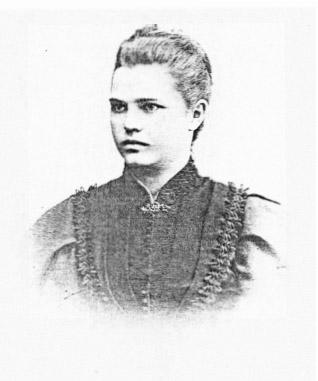
Maria Grosset, spätere Dahl, 1896

Maria Johanna Dahl (geborene Grosset; * 26. Juli 1872 in Botamby in der Region Poltawa in der Ukraine; † 6. Januar 1972) war eine deutsche Zoologin.

## Leben
Sie studierte in Charkiw und wanderte 1890 nach Kiel aus. Sie musste ihre Prüfungen wiederholen, da die russischen Abschlüsse nicht anerkannt wurden. Sie arbeitete von 1892 bis 1899 am Institut für Zoologie in Kiel, wo sie Friedrich Dahl kennenlernte, den sie am 19. Juni 1899 heiratete.
Nach der Erziehung ihrer vier Kinder setzte sie ihre Tätigkeit an der Universität Berlin fort. Das Paar zog sich dann wegen gesundheitlicher Probleme von Friedrich Dahl nach Greifswald zurück. Sie untersuchte Spinnen und Krebse, auch zusammen mit ihrem Mann.
Dahl schrieb in der seit 1925 herausgegebenen Reihe Die Tierwelt Deutschlands und war nach dem Tod ihres Mannes im Jahre 1929 bis 1968 Herausgeberin derselben.